# Île des Bots
L'île des Bots est une île fluviale de la Charente, située sur la commune de Marsac.

## Histoire
Elle fait partie de la zone Natura 2000.